# Arteria colateral cubital superior
La arteria colateral cubital superior es una arteria que se origina como rama colateral de la arteria braquial.

## Trayecto
De pequeño tamaño, nace de la arteria braquial un poco por debajo de la mitad del brazo; frecuentemente nace de la parte superior de la arteria profunda del brazo.
Perfora el tabique intermuscular medial del brazo, y desciende sobre la superficie de la cabeza medial del músculo tríceps braquial hacia el espacio entre el epicóndilo medial del húmero y el olécranon, acompañada por el nervio ulnar, para terminar bajo el músculo flexor cubital del carpo anastomosándose con la arteria recurrente cubital posterior y la arteria colateral cubital inferior.
Algunas veces envía una rama frente al epicóndilo medial, que se anastomosa con la arteria recurrente cubital anterior.

## Ramas
Emite ramos para el músculo tríceps braquial.

## Distribución
Se distribuye hacia la articulación del codo y parte del músculo tríceps braquial.

## Imágenes adicionales
|                                           |
| Sección transversal del brazo a su mitad. |

|                   |
| Arteria braquial. |